# Янг, Снуки
Ю́джин Э́двард Янг, известный как Сну́ки Янг (англ. Eugene Edward “Snooky” Young; 3 февраля 1919, Дейтон — 11 мая 2011, Ньюпорт-Бич) — американский джазовый трубач, один из признанных мастеров свинга. Он получил известность, выступая в составе наиболее известных биг-бэндов 40—60-х годов.
Юджин начал играть на трубе в возрасте пяти лет и в юности был участником местных бэндов. В конце 1930-х годов он стал известен в кругу профессионалов и был принят в оркестр Джимми Лансфорда. Позже выступал в составе оркестров Каунта Бэйси (1942), Лайонела Хэмптона (1943—1944), Бенни Картера (1944), Джеральда Уилсона (1945); возвратился к Каунту Бэйси (1946—1947), а через два года организовал собственную группу, с которой давал концерты в Дейтоне в течение десяти лет. В 1957 году Бэйси уговорил Снуки вернуться в оркестр, где тот играл до 1962 года. Позже работал главным образом в нью-йоркских студиях, а с 1972 года в Лос-Анджелесе.